# ولید مصطفی
ولید مصطفی (انگلیسی: Walid Mostafa؛ زادهٔ ۱۵ ژانویهٔ ۱۹۷۲) کارآفرین و روزنامه‌نگار اهل مصر است. او در سال ۲۰۰۷ روزنامه الیوم السابع را تأسیس کرد.
او در حال حاضر مدیر یکی از رادیوهای بین‌المللی مصر است.